# Hapoel Ramat Gan Givatayim B.C.
L' Hapoel Ramat Gan è una società cestistica avente sede a Ramat Gan, in Israele.